# حسن سلطان (مدرب)
حسن سلطان مدرب كرة قدم سعودي.
من أوائل المدربين الوطنيين الذين نشطوا مع بدايات الحركة الرياضة السعودية وأحد المدربين القلائل الذين دربوا النصر والهلال.

## المشوار التدريبي

### مع الوحدة
قاد الوحدة لتحقيق أول بطولة كأس ملك عام 1957.

### مع الهلال
قاد الهلال لتحقيق أول بطولة رسمية في تاريخ النادي كأس الملك عام 1961، كما أشرف على تدريب الفريق الأول مرة أخرى في 1969.

### مع النصر
قاد النصر لتحقيق كأس الشهداء عام 1969 والدوري العام مرتين 1969 و1970.

### مع المنتخب
كُلف بتدريب منتخب المنطقة الوسطى عام 1962، وعمل مساعدًا لمدرب المنتخب السعودي في منافسات بطولة دورة الخليج الأولى عام 1970.

## إنجازاته
- كأس الملك 1957.
- كأس الملك 1962.
- كأس الشهداء 1969.
- الدوري العام 1969.
- الدوري العام 1970.